# Paolino II di Antiochia
Paolino II di Antiochia (in latino Paulinus; ... – 388) fu un vescovo pretendente alla sede di Antiochia dal 362 al 388.

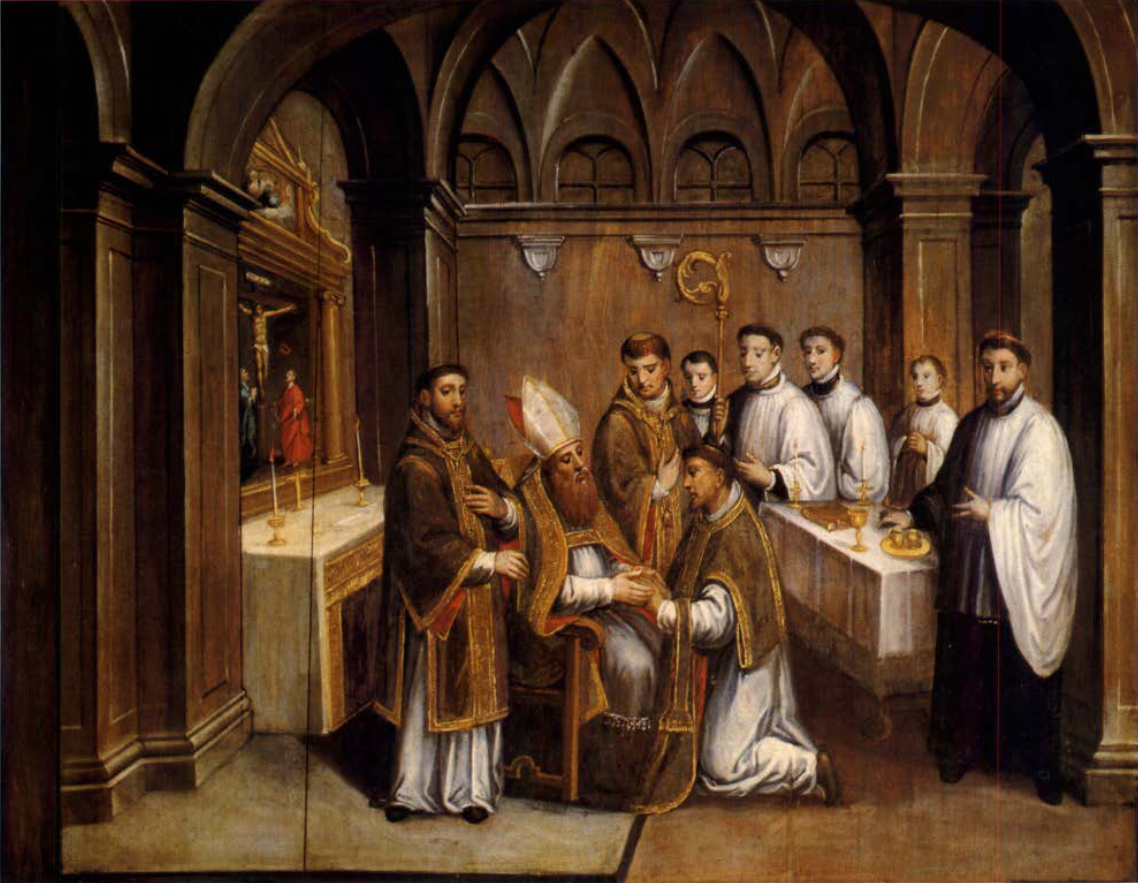
San Girolamo ordinato presbitero dal Vescovo di Antiochia, Simão Rodrigues, XVII secolo

Era sostenuto da membri del partito eustaziano, ed era un rivale di Melezio. Gli Eustaziani si opponevano al fatto che Melezio fosse stato consacrato dagli ariani e avevano iniziato a riunirsi separatamente. Lucifero di Cagliari ordinò Paolino vescovo, provocando così uno scisma nella Chiesa antiochena.
Paolino era «molto stimato per la pietà». Fu riconosciuto come vescovo da Sofronio Eusebio Girolamo, che egli ordinò sacerdote, e da Epifanio di Salamina.
Morì nel 388 e i suoi seguaci, detti «Paoliniani», elessero come suo successore Evagrio.